# Hohenbirken
Hohenbirken ist ein Gemeindeteil von Bad Heilbrunn im oberbayerischen Landkreis Bad Tölz-Wolfratshausen.

## Lage
Das Dorf liegt circa vier Kilometer nordwestlich von Bad Heilbrunn östlich über dem Talgrund der Loisach auf der Gemarkung Mürnsee.

## Geschichte
Im Jahr 1954 wurde in Hohenbirken ein 636 Meter tiefer Wetterschacht für das Bergwerk Penzberg abgeteuft, der bis zur Stilllegung des Bergwerks im Jahr 1966 in Betrieb war.
Ursprünglich war Hohenbirken ein Gemeindeteil von Schönrain im Landkreis Bad Tölz-Wolfratshausen. Bei der Auflösung der Gemeinde zum 1. Mai 1978 wurde Hohenbirken nach Bad Heilbrunn eingegliedert.
Bei der Volkszählung 1961 hatte der Weiler 36 Einwohner in fünf Wohngebäuden. Bei der Volkszählung 1987 hatte das Dorf Hohenbirken 207 Einwohner in 50 Gebäuden mit Wohnraum.